# 54. ceremonia wręczenia Złotych Globów
Złote Globy za rok 1996 zostały przyznane 19 stycznia 1997 roku w Beverly Hilton Hotel w Beverly Hills w 13 kategoriach filmowych i 11 kategoriach telewizyjnych. Uroczysta ceremonia wręczenia nagród Stowarzyszenia Prasy Zagranicznej w Hollywood odbyła się po raz 54.
Laureaci:

## Kino

### Najlepszy dramat
Angielski pacjent, reż. Anthony Minghella

nominacje:
- Przełamując fale, reż. Lars von Trier
- Skandalista Larry Flynt, reż. Miloš Forman
- Sekrety i kłamstwa, reż. Mike Leigh
- Blask, reż. Scott Hicks

### Najlepsza komedia/musical
Evita, reż. Alan Parker

nominacje:
- Klatka dla ptaków, reż. Mike Nichols
- Wszyscy mówią: kocham cię, reż. Woody Allen
- Fargo, reż. Joel Coen
- Jerry Maguire, reż. Cameron Crowe

### Najlepszy aktor dramatyczny
Geoffrey Rush – Blask

nominacje:
- Ralph Fiennes – Angielski pacjent
- Liam Neeson – Michael Collins
- Woody Harrelson – Skandalista Larry Flynt
- Mel Gibson – Okup

### Najlepsza aktorka dramatyczna
Brenda Blethyn – Sekrety i kłamstwa

nominacje:
- Emily Watson – Przełamując fale
- Kristin Scott Thomas – Angielski pacjent
- Meryl Streep – Pokój Marvina
- Courtney Love – Skandalista Larry Flynt

### Najlepszy aktor w komedii/musicalu
Tom Cruise – Jerry Maguire

nominacje:
- Nathan Lane – Klatka dla ptaków
- Antonio Banderas – Evita
- Eddie Murphy – Gruby i chudszy
- Kevin Costner – Tin Cup

### Najlepsza aktorka w komedii/musicalu
Madonna – Evita

nominacje:
- Glenn Close – 101 dalmatyńczyków
- Frances McDormand – Fargo
- Barbra Streisand – Miłość ma dwie twarze
- Debbie Reynolds – Mamuśka

### Najlepszy aktor drugoplanowy
Edward Norton – Lęk pierwotny

nominacje:
- Paul Scofield – Czarownice z Salem
- James Woods – Duchy Missisipi
- Cuba Gooding Jr. – Jerry Maguire
- Samuel L. Jackson – Czas zabijania

### Najlepsza aktorka drugoplanowa
Lauren Bacall – Miłość ma dwie twarze

nominacje:
- Joan Allen – Czarownice z Salem
- Juliette Binoche – Angielski pacjent
- Marion Ross – Czułe słówka: ciąg dalszy
- Barbara Hershey – Portret damy
- Marianne Jean-Baptiste – Sekrety i kłamstwa

### Najlepsza reżyseria
Miloš Forman – Skandalista Larry Flynt

nominacje:
- Anthony Minghella – Angielski pacjent
- Alan Parker – Evita
- Joel Coen – Fargo
- Scott Hicks – Blask

### Najlepszy scenariusz
Scott Alexander, Larry Karaszewski – Skandalista Larry Flynt

nominacje:
- Anthony Minghella – Angielski pacjent
- Ethan Coen, Joel Coen – Fargo
- John Sayles – Na granicy
- Jan Sardi – Blask

### Najlepsza muzyka
Gabriel Yared – Angielski pacjent

nominacje:
- Alan Menken – Dzwonnik z Notre Dame
- Elliot Goldenthal – Michael Collins
- Marvin Hamlisch – Miłość ma dwie twarze
- David Hirschfelder – Blask

### Najlepsza piosenka
„You Must Love Me” – Evita – muzyka: Andrew Lloyd Webber; słowa: Tim Rice
nominacje:
- „I've Finally Found Someone” – Miłość ma dwie twarze – muzyka i słowa: Barbra Streisand, Marvin Hamlisch, Robert John Lange, Bryan Adams
- „For the First Time” – Szczęśliwy dzień – muzyka i słowa: James Newton Howard, Jud Friedman, Allan Dennis Rich
- „That Thing You Do!” – Szaleństwa młodości – muzyka i słowa:Adam Schlesinger
- „Because You Loved Me” – Namiętności – muzyka i słowa: Diane Warren

### Najlepszy film zagraniczny
Kola, reż. Jan Sverak (Czechy)

nominacje:
- Ósmy dzień, reż. Jaco Van Dormael (Belgia)
- Jeniec Kaukazu, reż. Siergiej Bodrow (Rosja)
- Luna e l’altra, reż. Maurizio Nichetti (Włochy)
- Śmieszność, reż. Patrice Leconte (Francja)

## Telewizja
Nagroda im. Cecila B. DeMille za całokształt twórczości: Dustin Hoffman